# Andreas Pfeifer (Floorballspieler)
Andreas Pfeifer (* 30. November 1985 in Klagenfurt) ist ein österreichischer Floorballspieler. Derzeit spielt er für den KAC Floorball. Sein um ein Jahr älterer Bruder Martin spielt ebenfalls für den KAC Floorball.

## Karriere

### Vereinskarriere

#### KAC Floorball
Pfeifer startete seine Karriere als Verteidiger. Er war einer der ersten Spieler, die dem Verein angehörten. 2002 wurden der damals erst 17-jährige und sein 18-jähriger Bruder Martin von KAC-Floorball-Gründer Torsten Lutter in die Mannschaft geholt, da der Kader damals noch sehr klein war. Mit dem KAC wurde er zur Saison 2002/03 schließlich Meister. Nach dem Vizemeistertitel im Jahr darauf beschloss er nach Unstimmigkeiten mit der Mannschaft seine Karriere vorerst zu beenden. Nachdem nach der Saison 2007/08 die damals betroffenen Spieler nach Graz wechselten, setzte Pfeifer auf Nachfrage durch den Verein seine Karriere fort und wurde zu einem der wichtigsten Spieler der Vereinsgeschichte. Zudem spielte er ab sofort als Center.
Zur Saison 2014/15 übernahm er das Amt des Spielertrainers von Lutter. Die Rolle des Trainers gab er zwei Jahre später schließlich an Oliver Pucher weiter, allerdings blieb er Co-Trainer.

#### FBV Klagenfurt
Zwischenzeitlich spielte Pfeifer in der Kärntner Landesliga für den KAC-Partnerverein FBV Klagenfurt. Da seit einigen Jahren aber keine Bundesligaspieler mehr in der Landesliga zugelassen sind, läuft er nur noch für den KAC in der Bundesliga auf.

### Nationalteam
2008 wurde Pfeifer für die B-WM erstmals ins Nationalteam einberufen. Er debütierte beim 8:2-Sieg gegen Singapur. Allerdings trat er schon nach zwei Spielen die Heimreise an, da er mit dem Trainerteam nicht zurechtkam.

## Trainerkarriere
Von 2014 bis 2016 war Andreas Pfeifer Spielertrainer des KAC Floorball. Aktuell trainiert er das Farmteam des KAC sowie die Jugendmannschaft U15. Letztere wird von ihm und seinem Bruder Martin gemeinsam gecoacht.

## Sonstiges

### Besonderheiten
Seit einigen Jahren ist Andreas Pfeifer Vizepräsident des KAC Floorball. Dies blieb er auch nach Torsten Lutters Abwahl, nachdem ihn der neue Präsident Thomas Sterniczky in seinen Wahlvorschlag einbrachte.
Pfeifer ist Rekordspieler des KAC Floorball (101 Spiele, nur Bundesliga). Zudem ist er Rekordscorer des Vereins. Sein Punkteschnitt pro Spiel liegt aktuell bei 1,82. Sein Schuss gilt als einer der besten der Liga und ist jedes Jahr in der Scorerliste in den Top 10 zu finden. Die Torjägerkrone konnte er sich allerdings bisher noch nicht sichern.